# Sé do Funchal
A Sé Catedral do Funchal, ou Igreja Paroquial da Sé, ou Igreja de Nossa Senhora da Assunção (início da construção c. 1493), é um templo religioso localizado na cidade do Funchal, Ilha da Madeira.

## História
Mandado construir por D. Manuel I, é dos poucos edifícios que sobreviveram virtualmente intactos desde os tempos da colonização.
Nos anos 90 do século XV, D. Manuel enviou o arquiteto Gil Eanes para trabalhar no desenho da catedral do Funchal, que ficou concluída em 1514. No entanto, já se celebravam missas no templo desde 1508, quando o Funchal foi elevado à categoria de cidade. O coruchéu da torre sineira e mais alguns detalhes só vieram a ser finalizados entre os anos 1517 e 1518.
Os destaques vão para o cadeiral da capela-mor (ligado ao escultor Olivier de Gand mas cujo principal responsável poderá ter sido Mestre Machim, depois da morte Olivier de Gand), que exibe santos, profetas e apóstolos em trajos do século XVI. Nos pormenores decorativos dos assentos e apoios para os braços podem ver-se aspetos da vida da Madeira, como por exemplo um querubim transporta um cacho de bananas e outro carrega um odre cheio de vinho.
A igreja possui uma excecional cruz processional, oferecida por D. Manuel I. Esta alfaia de culto em prata é considerada uma das obras-primas da ourivesaria manuelina portuguesa.
Uma vez que à Diocese de Funchal estiveram sujeitas todas as terras descobertas por Portugal nas Américas, esta se tornou, por alguns anos, a maior diocese católica do mundo, em extensão.